# 阿瓦索洛 (科阿韦拉州)
阿瓦索洛（西班牙語：Abasolo）是墨西哥科阿韦拉州的一个镇，人口1,130人（2000年）。